# NJCAA National Football Championship
NJCAA Football National Championship – rozgrywany co rok mecz o mistrzostwo Stanów Zjednoczonych w college football, organizacji National Junior College Athletic Association.

## Wyniki
| Sezon | Mecz                                    | Zwycięzca                                | Finalista                                 | Wynik       |
| ----- | --------------------------------------- | ---------------------------------------- | ----------------------------------------- | ----------- |
| 1956  |                                         | Coffeyville Junior College               | Grand Rapids Junior College               | 46-6        |
| 1957  |                                         | Texarkana Junior College                 | Fairbury Junior College                   | 56-0        |
| 1958  |                                         | Boise Junior College                     | Tyler Junior College                      | 22-0        |
| 1959  |                                         | Northeastern Oklahoma A&M College        | Texarkana Junior College                  | 10-7        |
| 1964  |                                         | Phoenix College                          | Oklahoma Military Academy                 | 41-13       |
| 1965  |                                         | Ferrum Junior College                    | McCook Community College                  | 16-0        |
| 1966  |                                         | Kilgore Junior College                   | Ferrum Junior College                     | 28-7        |
| 1967  |                                         | Northeastern Oklahoma A&M College        | Lees-McRae College                        | 35-13       |
| 1968  |                                         | Ferrum Junior College                    | Phoenix College                           | 41-19       |
| 1969  |                                         | Northeastern Oklahoma A&M College        | Arizona Western College                   | 20-6        |
| 1970  |                                         | Fort Scott Junior College                | Mesa Community College                    | 41-20       |
| 1971  |                                         | Mississippi Gulf Coast Junior College    | Fort Scott Junior College                 | 22-13       |
| 1972  | El Toro Bowl                            | Arizona Western College                  | Fort Scott Junior College                 | 36-8        |
| 1973  | El Toro Bowl                            | Mesa Community College                   | Iowa Central Community College            | 10-6        |
| 1975  | Wool Bowl                               | Mesa Community College                   | Indian Hills Community College            | 8-7         |
| 1989  | Mid-America Bowl                        | Navarro College                          | Ellsworth Community College               | 41-17       |
| 1990  | Mid-America Bowl                        | Coffeyville Community College            | Montgomery College                        | 58-20       |
| 1991  | Mid-America Bowl                        | Northeastern Oklahoma A&M College        | Northwest Mississippi Community College   | 49-21       |
| 1992  | Mid-America Bowl                        | Northwest Mississippi Community College  | Northeastern Oklahoma A&M College         | 34-0        |
| 1993  |                                         | Mississippi Delta Community College      | Nassau Community College                  | 20-16       |
| 1994  | Red River Bowl                          | Trinity Valley Community College         | Garden City Community College             | 48-13       |
| 1997  | Texas Juco Shrine Bowl                  | Trinity Valley Community College         | Northeastern Oklahoma A&M College         | 24-17       |
| 2005  | Valley of the Sun Bowl                  | Glendale Community College               | Grand Rapids Community College            | 50-48       |
| 2006  | Pilgrim's Pride Bowl Classic            | Blinn College                            | Pearl River Community College             | 19-6        |
| 2007  | Top of the Mountains Bowl               | Butler Community College                 | Snow College                              | 56-27       |
| 2008  | Top of the Mountains Bowl               | Butler Community College                 | Snow College                              | 37-30 (2OT) |
| 2009  | Citizens Bank Bowl                      | Blinn College                            | Fort Scott Community College              | 31-26       |
| 2010  | Citizens Bank Bowl                      | Navarro College                          | Butler Community College                  | 13-12       |
| 2011  | El Toro Bowl                            | East Mississippi Community College       | Arizona Western College                   | 55-47       |
| 2012  | Graphic Edge Bowl                       | Iowa Western Community College           | Butler Community College                  | 27-7        |
| 2013  | Mississippi Bowl                        | East Mississippi Community College       | Georgia Military College                  | 52-32       |
| 2014  | Mississippi Bowl                        | East Mississippi Community College       | Iowa Western Community College            | 34-17       |
| 2015  | Mississippi Bowl                        | Northwest Mississippi Community College  | Rochester Community and Technical College | 66-13       |
| 2016  | El Toro Bowl                            | Garden City Community College            | Arizona Western College                   | 25-22       |
| 2017  | Mississippi Bowl                        | East Mississippi Community College       | Arizona Western College                   | 31-28       |
| 2018  | eTeamSponsor Football Championship Game | East Mississippi Community College       | Garden City Community College             | 10-9        |
| 2019  | eTeamSponsor Football Championship Game | Mississippi Gulf Coast Community College | Lackawanna College                        | 24-13       |
| 2021  |                                         | Hutchinson Community College             | Snow College                              | 29-27       |
| 2022  |                                         | New Mexico Military Institute            | Iowa Western Community College            | 31-13       |
| 2023  |                                         | Iowa Western Community College           | Hutchinson Community College              | 31-0        |
| 2024  |                                         | Iowa Western Community College           | East Mississippi Community College        | 61-14       |
| 2025  |                                         | Hutchinson Community College             | Iowa Western Community College            | 28-23       |

- * Sezonu 2020 nie rozegrano z powodu epidemii koronawirusa.
- * Od Sezonu 2022 ligę podzielono na dwie dywizje. Mistrzostwa rozgrywane są w Division I.